# Xian de Ji'an
Pour les articles homonymes, voir Ji'an (homonymie).
Le xian de Ji'an (吉安县 ; pinyin : Jí'ān Xiàn) est un district administratif de la province du Jiangxi en Chine. Il est placé sous la juridiction de la ville-préfecture de Ji'an.

## Démographie
La population du district était de 554 693 habitants en 1999.